# Liste der Kulturdenkmäler in Waxweiler
In der Liste der Kulturdenkmäler in Waxweiler sind alle Kulturdenkmäler der rheinland-pfälzischen Ortsgemeinde Waxweiler einschließlich des Ortsteils Heilhausen aufgeführt. Grundlage ist die Denkmalliste des Landes Rheinland-Pfalz (Stand: 27. Juni 2022).

## Denkmalzonen
| Bezeichnung                    | Lage                                                 | Baujahr                           | Beschreibung | Bild            |
| ------------------------------ | ---------------------------------------------------- | --------------------------------- | --- | --------------- |
| Denkmalzone Ortskern Waxweiler | Waxweiler, Hauptstraße 18–51, Gerberweg 1 und 2 Lage | erste Hälfte des 19. Jahrhunderts | kleinstädtisches Straßenbild entlang der Hauptstraße um die katholische Pfarrkirche, traufständige Wohn- und Geschäftshäuser meist aus der ersten Hälfte des 19. Jahrhunderts | Fotos hochladen |

## Einzeldenkmäler
| Bezeichnung                                  | Lage                                                             | Baujahr                    | Beschreibung | Bild                           |
| -------------------------------------------- | ---------------------------------------------------------------- | -------------------------- | --- | ------------------------------ |
| Quereinhaus                                  | Waxweiler, Am Kanal 1 Lage                                       | 1790                       | Quereinhaus, bezeichnet 1790 | Fotos hochladen                |
| Tür                                          | Waxweiler, Gerberweg, an Nr. 2 Lage                              | Mitte des 19. Jahrhunderts | zweiflügelige Holztür, Oberlicht, Mitte des 19. Jahrhunderts | BW                             |
| Katholische Pfarrkirche St. Johannes Baptist | Waxweiler, Hauptstraße Lage                                      | 1770                       | Saalbau, 1770, Architekt Johannes Seiz, Trier, Turm in den unteren Geschossen eventuell noch mittelalterlich, Erweiterung durch Querbau 1922/23, Architekten Peter Marx und Peter Gracher, Trier; mit Ausstattung; außen: Culneruskreuz, reliefierter Kreuzigungsbildstock, sogenannter Schönecker Typ, bezeichnet 1615; Kriegerdenkmal 1870/71, aufgesockelter Obelisk, älterer Sockel bezeichnet 1788 | weitere Bilder Fotos hochladen |
| Wohn- und Geschäftshaus                      | Waxweiler, Hauptstraße 2 Lage                                    | 1867                       | dreigeschossiges Wohn- und Geschäftshaus mit streng gegliederter Fassade, neugotische Maßwerkversprossung, 1867, Architekt Philipp Schneider, Bitburg | Fotos hochladen                |
| Wohnhaus                                     | Waxweiler, Hauptstraße 18 Lage                                   | 1826                       | vierachsiges Wohnhaus, bezeichnet 1826 | Fotos hochladen                |
| Wohnhaus                                     | Waxweiler, Hauptstraße 28 Lage                                   | spätes 19. Jahrhundert     | dreigeschossiges Wohnhaus auf hohem Kellergeschoss, Neurenaissancemotive, spätes 19. Jahrhundert, im Kern wohl älter | Fotos hochladen                |
| Fenstergewände                               | Waxweiler, Hauptstraße, an Nr. 31 Lage                           | 17. Jahrhundert            | werksteingefasste Fenster, wohl aus dem 17. Jahrhundert | BW                             |
| Dechant-Faber-Haus                           | Waxweiler, Hauptstraße 51 Lage                                   | 1611                       | ehemaliges Pfarrhaus, dreiachsiges Wohnhaus, bezeichnet 1611 | Fotos hochladen                |
| Wegekreuz                                    | Waxweiler, Lünebacher Straße, vor Nr. 1 Lage                     | 1808                       | Schaftkreuz, bezeichnet 1808 | Fotos hochladen                |
| Kreuzweg                                     | Waxweiler, nördlich des Ortes an der K 123 Lage                  | 1779                       | zehn ehemalige Kreuzwegstationen, 1779, und im Kern barocke Kreuzwegkapelle mit der 13. und 14. Station, 1949 wiederhergestellt; Kreuzigungsbildstock von 1709; bauliche Gesamtanlage | weitere Bilder Fotos hochladen |
| Mariensäule                                  | Waxweiler, nordöstlich des Ortes auf dem Eichelsberg Lage        | 1948                       | Votivsäule aus rotem Sandstein mit Immaculata-Figur, 1948, von Bildhauer Anton Nagel, Trier | Fotos hochladen                |
| Römerstein                                   | Waxweiler, nordöstlich des Ortes auf dem Eichelsberg Lage        | 16[xx]                     | Grenzstein; rechteckiger Stein mit Einritzungen, bezeichnet 16[xx] und 1833 | BW                             |
| Dechant-Faber-Kreuz                          | Waxweiler, östlich des Ortes; Flur Auf Spasselt Lage             | 1960                       | Dechant-Faber-Kreuz, bezeichnet 1960; Gedenkkreuz mit Reliefkruzifixus aus rotem Sandstein | BW                             |
| Wegekreuz                                    | Waxweiler, östlich des Ortes an einem Weg Richtung Lascheid Lage | 1634                       | Nischenkreuz, bezeichnet 1634 | BW                             |
| Wohnhaus                                     | Heilhausen, Nr. 2 Lage                                           | 1793                       | stattliches Wohnhaus mit vierachsigem Wohnteil und zweiachsigem Backhaus mit Altenteil, bezeichnet 1793 | BW                             |
| Wegekreuz                                    | Heilhausen, gegenüber Nr. 3 Lage                                 | um 1770/80                 | barockes Schaftkreuz, um 1770/80 | Fotos hochladen                |
| Wegekreuz                                    | Heilhausen, südlich des Ortes an der L 12 Lage                   | 1861                       | Schaftkreuz, bezeichnet 1861 | BW                             |

## Ehemalige Kulturdenkmäler
| Bezeichnung          | Lage                        | Baujahr | Beschreibung | Bild |
| -------------------- | --------------------------- | ------- | --- | ---- |
| Lohgerberei Grimbach | Waxweiler, Schmelzberg Lage | um 1900 | ehemalige Lohgerberei Grimbach; langgestrecktes Gerbereigebäude auf hohem Kellergeschoss, um 1900; aus Denkmalliste gelöscht | BW   |